# Death Inc.
Death Inc. (spanska: Muertos S.L.) är en spansk komediserie som hade premiär den 4 april 2024 på strömningstjänsten Netflix. Seriens första säsong består av åtta avsnitt är skapad av Nando Abad, Alberto Caballero och Daniel Deorador. Seriens andra säsong hade premiär den 30 januari 2025.

## Handling
Efter grundarens död trotsar hans änka förväntningarna genom att ta över begravningsbyrån, i strid med den högra handens planer.

## Rollista (i urval)
- Carlos Areces
- Lorea Intxausti
- Ascen López
- Diego Martín
- Amaia Salamanca
- Salva Reina
- Adriana Torrebejano
- Aitziber Garmendia
- Manolo Cal
- Bárbara Santa-Cruz